# NGC 6466
NGC 6466 (другие обозначения — ZWG 278.30, PGC 60883) — галактика в созвездии Дракон.
Этот объект входит в число перечисленных в оригинальной редакции «Нового общего каталога».